# Омарът
„Омарът“ е авангарден антиутопичен филм на гръцкия режисьор Йоргос Лантимос от 2015 година.
Филмът е копродукция на Великобритания, Гърция, Ирландия, Нидерландия, Франция. В него взимат участие Колин Фарел, Рейчъл Вайс и Леа Сейду.
Филмът участва в надпреварата за Златна палма на кинофестивала в Кан през 2015 година, където печели наградата на журито.

## Сюжет
Филмът разказва за хипотетичен момент в бъдещето, в който хората без интимен партньор са изпращани в специален хотел, където имат 45 дни време да си намерят партньор. Ако не успеят, биват превръщани в животно по техен избор. Гостите на хотела имат право да удължат престоя си чрез специални ловни хайки, в които целта е да бъдат застреляни „саможивите“ в гората. Саможивите са общество от хора, които живеят отделно от обществото, защото нямат интимен партньор и не желаят да бъдат превърнати в животни.
Филмът разглежда приключенията на Дейвид (Колин Фарел) в хотела за намиране на партньор, а впоследствие и като част от „саможивите“.

## В ролите
- Колин Фарел – Дейвид
- Рейчъл Вайс – жена с късогледство
- Джесика Бардън – жена с често кървящ нос
- Оливия Колман – мениджърът на хотела
- Леа Сейду – лидерът на саможивите
- Джон Райли

## Награди и номинации
| Категория                                        | Номиниран                                        | Резултат                                         |
| Европейски филмови награди (12 декември 2015 г.) | Европейски филмови награди (12 декември 2015 г.) | Европейски филмови награди (12 декември 2015 г.) |
| ------------------------------------------------ | ------------------------------------------------ | ------------------------------------------------ |
| Най-добри костюми                                | Най-добри костюми                                | награда                                          |
| Най-добър сценарий                               | Йоргос Лантимос и Ефтимис Филипу                 | награда                                          |
| Най-добър филм                                   | Най-добър филм                                   | номинация                                        |
| Най-добър режисьор                               | Йоргос Лантимос                                  | номинация                                        |
| Най-добър актьор                                 | Колин Фарел                                      | номинация                                        |
| Награди на БАФТА (14 февруари 2016 г.)           |                                                  |                                                  |
| Най-добър британски филм                         | Най-добър британски филм                         | номинация                                        |